# (15107) Toepperwein
(15107) Toepperwein (2000 CR49) – planetoida z pasa głównego asteroid okrążająca Słońce w ciągu 3,43 lat w średniej odległości 2,27 j.a. Odkryta 2 lutego 2000 roku.